# Дэвис, Уоррен (баскетболист)
Уоррен Ли Дэвис (англ. Warren Lee Davis; родился 30 июня 1943 года, Атлантик-Сити, штат Нью-Джерси, США) — американский профессиональный баскетболист, выступавший в Американской баскетбольной ассоциации, отыграв шесть из девяти сезонов её существования. Помимо этого успел поиграть в ЕПБЛ, ЕБА и КБА, став её трёхкратным победителем в составе команды «Аллентаун Джетс» (1965, 1975, 1976).

## Ранние годы
Уоррен Дэвис родился 30 июня 1943 года в городе Атлантик-Сити (штат Нью-Джерси), там же учился в одноимённой средней школе, в которой играл за местную баскетбольную команду.